# 全局光照
全局光照（英語：global illumination，缩写）是指计算机图形学中能为三维场景增加更真实的照明的一类算法。这类算法不仅考虑了直接来自光源的光线（即直接光照），还考虑了光线被场景中其他表面反射后的情况（即间接光照）。
理论上来说，反射、折射和阴影都属于全局光照，因为在模拟它们时，一个物体会影响另一个物体的渲染。然而在实践中，只有对漫反射或焦散的模拟才会被称为全局光照。

## 算法
使用全局照明算法渲染的图像通常比仅使用直接照明算法渲染的更具有真实感（photorealistic）。然而，这种算法计算成本更高，因此生成的速度要慢得多。一种常见的做法是计算场景的全局照明信息（例如辐射度）并将其与几何形状一起存储。然后，存储的数据可用于生成来自不同视点的图像，允许在场景中漫游，而无需重复进行昂贵的照明计算。
辐射度算法、光线追踪、光束追踪、孔径追踪、路径追踪、体积路径追踪、Metropolis光传输、环境光遮蔽、光子映射、有向距离场和基于图像的照明都是全局照明中使用的算法，其中一些可以一起使用，产生不快速但准确的结果。
这些算法对漫反射进行建模，是全局照明的一个非常重要的部分；然而，其中大多数（不包括辐射度）也对镜面反射进行建模，使得它们能够更准确地求解照明方程并提供更真实的照明场景。用于计算场景表面之间辐射度的算法与工程设计中使用有限元方法执行的传热模拟密切相关。